# Jan Harings

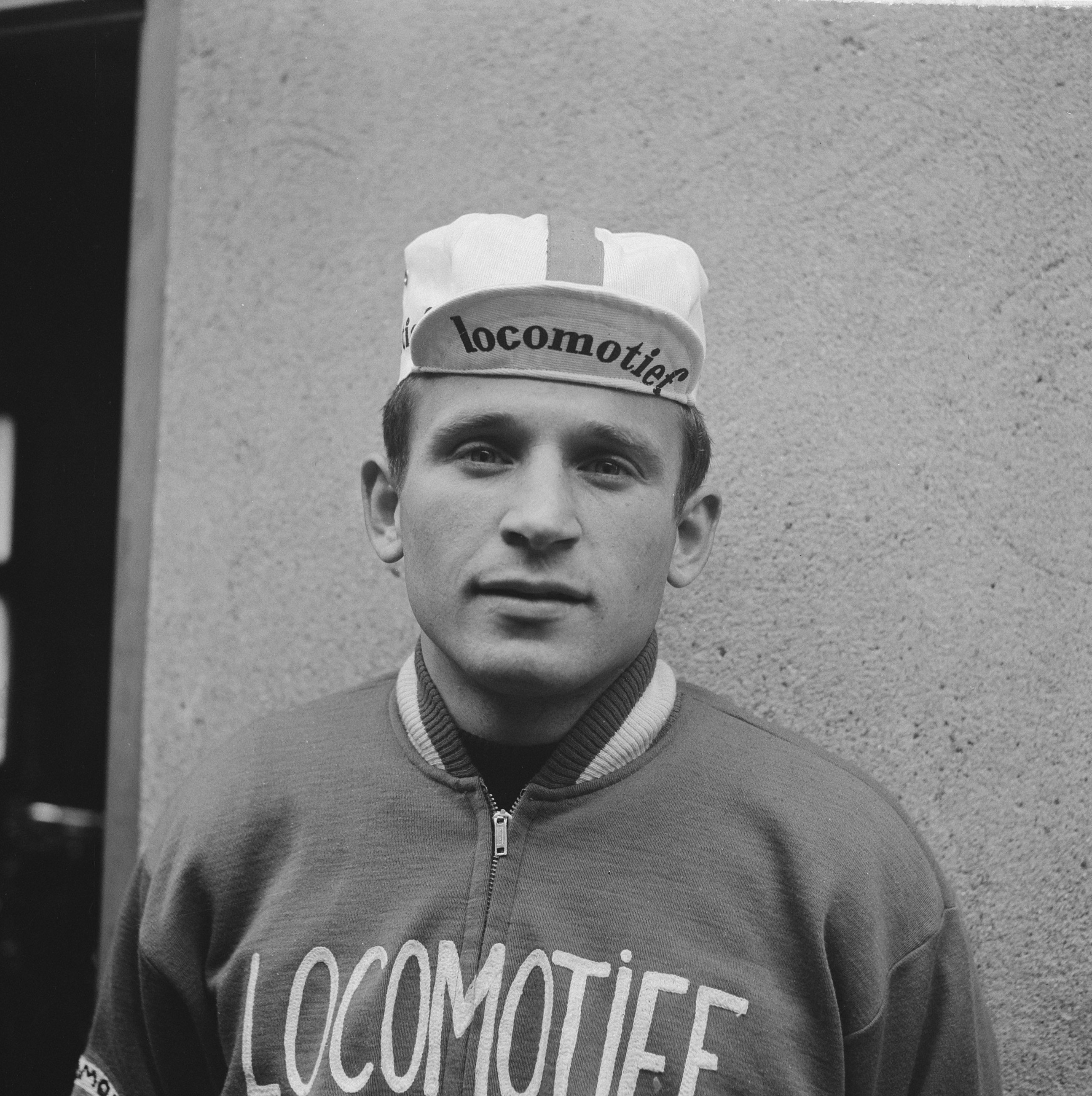

Jan Harings (* Scheulder, 26 de junio de 1945). Fue un ciclista holandés, profesional entre 1967 y 1960, cuyo mayor éxito deportivo lo logró en la  Vuelta a España al obtener 1 victoria de etapa en la edición de 1967.

## Palmarés
1965
- Tríptico de las Ardenas

1967
- 1 etapa en la Vuelta a España